# 米山町
米山町（よねやまちょう）は、宮城県北東部にあった町である。2005年4月1日に合併し、登米市となった。

## 地理
宮城県北部に位置した町である。町の中央を南北に流れる迫川をはさみ、東側が丘陵地帯、西側が平坦な地形である。町の面積の約6割を水田が占める田園地帯である。
- 河川：迫川、旧迫川
- 湖沼：平筒沼
- 年間平均気温：11.2 ℃

### 隣接していた自治体
- 登米郡豊里町、登米町、中田町、迫町、南方町
- 遠田郡田尻町、涌谷町

## 歴史
- 1878年（明治11年） - 遠田郡西野村と中津山村が登米郡に移管される。
- 1889年（明治22年）4月1日 - 町村制施行にともない西野村と中津山村が合併し、米山村が発足。
- 1932年（昭和7年）新迫川開削着工
- 1938年（昭和13年）山吉田水門完成
- 1939年（昭和14年）新迫川完成
- 1957年（昭和32年）12月25日 - 吉田村と合併し、米山町が発足。
- 2005年（平成17年）4月1日 - 登米郡各町および本吉郡津山町と合併し、登米市となる。

## 行政
- 最後の町長：三塚彰男
- 初代町長：佐々木謙作

## 経済

### 産業
水稲が基幹産業であり、複合経営で体力を強化している。肉豚・子豚の生産量は県下1位となっている。また、1996年より町おこしのために導入されたダチョウの飼育は、町の名物であった。
- 産業別就業人口（2000年国勢調査）
  - 第一次産業：1,125人
  - 第二次産業：2,260人
  - 第三次産業：2,113人
- 合計：5,498人

## 教育
- 高等学校
  - 宮城県米山高等学校
- 中学校
  - 米山町立米山中学校
- 小学校
  - 米山町立米岡小学校
  - 米山町立中津山小学校
  - 米山町立桜岡小学校 （登米市立桜岡小学校に校名変更の上、2009年登米市立米山東小学校へ統合）
  - 米山町立善王寺小学校 （登米市立善王寺小学校に校名変更の上、2009年登米市立米山東小学校へ統合）

## 交通

### 鉄道
町内を鉄道路線は通っていない。鉄道を利用する場合の最寄り駅は、東日本旅客鉄道気仙沼線陸前豊里駅。

### 道路
- 一般国道
  - 国道346号
- 都道府県道
  - 宮城県道15号古川登米線
  - 宮城県道21号河南米山線
  - 宮城県道198号新田米山線
  - 宮城県道199号米山迫線
  - 宮城県道237号瀬峰豊里線

## 名所・旧跡・観光スポット・祭事・催事

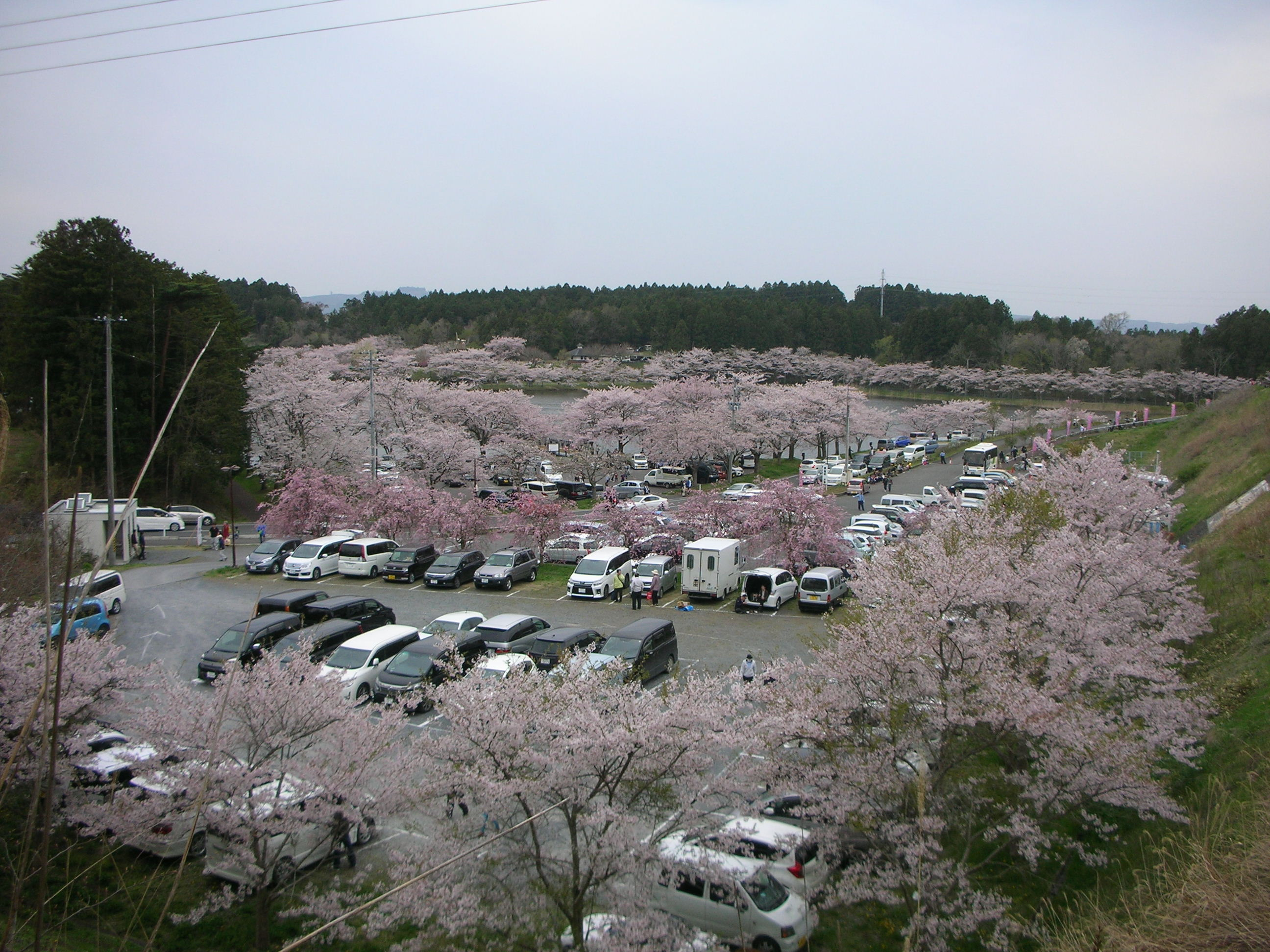
平筒沼ふれあい公園桜まつり

- チューリップ園
- 道の駅米山
- 平筒沼
- 朝来神社
- 山吉田水門

### 祭り・イベント
- 平筒沼ふれあい公園桜まつり
- チューリップまつり
- 米山夏まつり

## 姉妹都市・提携都市

### 国内
- 入善町（富山県）
  - 2003年10月1日 姉妹都市提携

昭和初期に現在の入善町域（当時の上原村や青木村など）から米山村に約20戸が移住した縁で交流があり、正式の姉妹都市提携に至る。提携記念に米山町からダチョウが贈呈された。姉妹都市関係は登米市に継承されている。

## 出身有名人
- 丸山権太左衛門（第3代横綱）
- 佐藤史生（漫画家）